# قسم نبوت الريفي (مقاطعة إيوان)
قسم نبوت الريفي (بالفارسية: دهستان نبوت) هي منطقة ريفية تقع في قسم في إيران. يقدر عدد سكانها بـ 6,416 نسمة .